# Schnellroda (Adelsgeschlecht)
Schnellroda war der Name einer ritterlichen Familie aus altem Bamberger Ministerialengeschlecht mit gleichnamigen Stammsitz in Schnellroda.

## Geschichte
Die Familie wurde erstmals 1208 mit Wrowin(us)/Frowin(us) de Snellenrode und 1214 mit Cunrad(us) de Snellenrode urkundlich erwähnt. Letztmals erscheint es 1308 mit Henricus dictus de Snellenrode. Vermutlich mit den Knutonen verwandt.